# Sauli Rytky
Sauli Rytky (Haapavesi, 6 giugno 1918 – 28 gennaio 2006) è stato un fondista finlandese.

## Palmarès

### Olimpiadi invernali
- Argento a Sankt Moritz 1948 nella staffetta 4x10 km.